# Divizia A 1951
Sezonul 1951 al Diviziei A a fost cea de-a 34-a ediție a Campionatului de Fotbal al României, și a 14-a de la introducerea sistemului divizionar. A început pe 25 martie 1951 și s-a terminat pe 4 noiembrie 1951. CCA București a devenit campioană pentru prima oară în istoria sa. A fost prima ediție a Diviziei A în care media de goluri marcate pe meci nu a mai depășit trei goluri.

## Rezumat
Casa Centrală a Armatei București (viitoarea Steaua București) a câștigat primul titlu dintr-o serie de 28 care a făcut din echipa bucureșteană cea mai titrată din istoria fotbalului românesc. Echipa Ministerului Apărării a început ca din tun campionatul, cu șapte victorii consecutive, abia în etapa a opta înregistrând un egal, cu Progresul ICO. Până la finalul turului, CCA rămânea neînvinsă, consemându-se doar încă două remize. Finalul returului a fost însă încins, Dinamo recuperând și titlul fiind decis în ultima etapă în care CCA a remizat acasă cu Flacăra Petroșani, iar Dinamo a învins în deplasare pe Știința Cluj, iar cele două au încheiat cu același număr de puncte, dar titlul a revenit lui CCA, grație golaverajului. A fost prima ediție a campionatului în care titlul a fost disputat între cei doi viitori „granzi” ai României.
Locomotiva București (fosta și viitoarea Rapid) a retrogradat pentru prima dată de la implementarea sistemului campionat. Feroviarii petrecuseră 14 sezoane consecutive în Divizia A, fiind singura echipă care jucase neîntrerupt în primul eșalon de la crearea campionatului.
Schimbări de denumiri:
- Partizanul Petroșani a devenit Flacăra Petroșani,
- Partizanul București a devenit Flacăra București.

## Clasament
| Loc | Echipă                    | Pct. | MJ | V  | E | Î  | GM | GP | GA    | Calificare sau retrogradare    |
| --- | ------------------------- | ---- | -- | -- | - | -- | -- | -- | ----- | ------------------------------ |
| 1.  | CCA București (C)         | 32   | 22 | 13 | 6 | 3  | 43 | 19 | 2,263 | Campioana României             |
| 2.  | Dinamo                    | 32   | 22 | 14 | 4 | 4  | 52 | 29 | 1,793 |                                |
| 3.  | CA Oradea                 | 26   | 22 | 11 | 4 | 7  | 46 | 36 | 1,278 |                                |
| 4.  | UTA Arad                  | 24   | 22 | 8  | 8 | 6  | 37 | 31 | 1,194 |                                |
| 5.  | Flacăra București         | 22   | 22 | 8  | 6 | 8  | 36 | 40 | 0,900 |                                |
| 6.  | Știința Cluj              | 21   | 22 | 8  | 5 | 9  | 32 | 36 | 0,889 |                                |
| 7.  | Jiul Petroșani            | 20   | 22 | 6  | 8 | 8  | 23 | 24 | 0,958 |                                |
| 8.  | CFR Timișoara             | 20   | 22 | 6  | 8 | 8  | 28 | 37 | 0,757 |                                |
| 9.  | Unirea Tricolor           | 19   | 22 | 6  | 7 | 9  | 27 | 37 | 0,730 |                                |
| 10. | CS Târgu Mureș            | 16   | 22 | 7  | 2 | 13 | 26 | 36 | 0,722 |                                |
| 11. | Locomotiva București (R)  | 16   | 22 | 4  | 8 | 10 | 24 | 35 | 0,686 | Retrogradare în Divizia B 1952 |
| 12. | Politehnica Timișoara (R) | 16   | 22 | 5  | 6 | 11 | 20 | 34 | 0,588 | Retrogradare în Divizia B 1952 |

| Câștigătorii Diviziei A, ediția 1951 |
| ------------------------------------ |
| CCA București Primul Titlu           |

## Rezultate
| Oaspeți ► Gazde ▼                          | CCA | DIN | DOS | FPT | FLA | FRA | LBU | LTI | TÂR | ORA | ȘCJ | ȘTI |
| ------------------------------------------ | --- | --- | --- | --- | --- | --- | --- | --- | --- | --- | --- | --- |
| CCA București                              | —   | 2–1 | 3–0 | 0–0 | 0–0 | 2–0 | 0–1 | 7–0 | 2–0 | 4–2 | 2–1 | 1–0 |
| Dinamo București                           | 6–2 | —   | 5–2 | 4–0 | 1–0 | 1–3 | 5–1 | 1–0 | 3–1 | 1–2 | 3–3 | 4–1 |
| Dinamo Orașul Stalin                       | 1–1 | 0–1 | —   | 1–1 | 3–2 | 2–2 | 1–1 | 1–0 | 3–2 | 2–2 | 1–2 | 0–2 |
| Flacăra Petroșani                          | 1–1 | 0–0 | 1–1 | —   | 1–1 | 3–2 | 1–0 | 0–1 | 0–1 | 3–2 | 4–1 | 5–0 |
| Flacăra București                          | 0–6 | 2–4 | 2–1 | 2–1 | —   | 4–1 | 0–2 | 3–3 | 4–0 | 2–1 | 4–2 | 2–1 |
| Flamura Roșie Arad                         | 0–1 | 2–2 | 3–0 | 2–0 | 0–0 | —   | 2–2 | 2–2 | 3–0 | 4–5 | 2–2 | 2–2 |
| Locomotiva București                       | 1–2 | 2–3 | 2–3 | 0–0 | 0–0 | 0–0 | —   | 2–3 | 1–3 | 2–0 | 1–1 | 0–0 |
| Locomotiva Timișoara                       | 1–1 | 0–0 | 1–0 | 0–1 | 1–1 | 0–1 | 2–2 | —   | 4–2 | 2–4 | 1–3 | 0–0 |
| Locomotiva Târgu Mureș                     | 0–3 | 2–3 | 0–1 | 1–0 | 2–3 | 1–2 | 1–2 | 0–0 | —   | 1–0 | 3–0 | 4–0 |
| Progresul Oradea                           | 1–1 | 3–0 | 0–0 | 1–0 | 3–2 | 2–0 | 5–1 | 5–4 | 1–1 | —   | 3–1 | 4–2 |
| Știința Cluj                               | 3–1 | 1–2 | 3–2 | 2–0 | 2–1 | 0–1 | 2–1 | 1–2 | 0–1 | 1–0 | —   | 1–1 |
| Știința Timișoara                          | 0–1 | 0–2 | 1–2 | 1–1 | 5–1 | 0–3 | 1–0 | 0–1 | 1–0 | 2–0 | 0–0 | —   |
| Câștigă gazdele; Remiză; Câștigă oaspeții. |     |     |     |     |     |     |     |     |     |     |     |     |